# لاگوا نووا
لاگوا نووا (به پرتغالی: Lagoa Nova) یک شهرستان در برزیل است که در ریو گرانده شمالی واقع شده‌است.

## خصوصیات
لاگوا نووا ۱۷۶ کیلومترمربع مساحت و ۱۳٫۰۹۵ نفر جمعیت دارد و ۶۹۵ متر بالاتر از سطح دریا واقع شده‌است.